# 勞斯萊斯RB211
勞斯萊斯RB211（Rolls-Royce RB211）是一個由勞斯萊斯生产、推力介于37,400至60,600磅（166-270千牛頓）之间的高涵道比涡轮风扇发动机家族。
最初发展的目的是做洛克希德L-1011（三星飞机）的动力装置，从1972年开始随着三星飞机的投入使用而开始服务，并且是该型飞机唯一的动力来源。研究RB211所花去的巨额资金使得勞斯萊斯有限公司在1971年破产，而之后被英国政府国有化使得公司能够生存下来。
RB211在1990年代被其概念的继承者遄达系列发动机（Trent）所取代，其繼承RB211的遺產，成為了業界最領先的發動機之一。

## 历史

### 背景
在1966年，美国航空宣布他们需要一种座英里成本更低的新型双发中短程客机。而飞机制造商们希望能再有至少一家航空公司赞同这种主意，他们才进行开发。恰好美国东方航空对此也有兴趣，不过他们希望这种新飞机拥有更长的航程，而在那个时代，对于这种长航程客机的必须使用三发来满足冗余度的需求。其他航空公司也还是对三发的客机感兴趣。洛克希德和麦克唐纳-道格拉斯公司各自推出了自己的新型飞机：L-1011三星飞机和DC-10。这两款飞机都是300座级三发宽体双通道，能横跨美洲大陆的中远程客机。

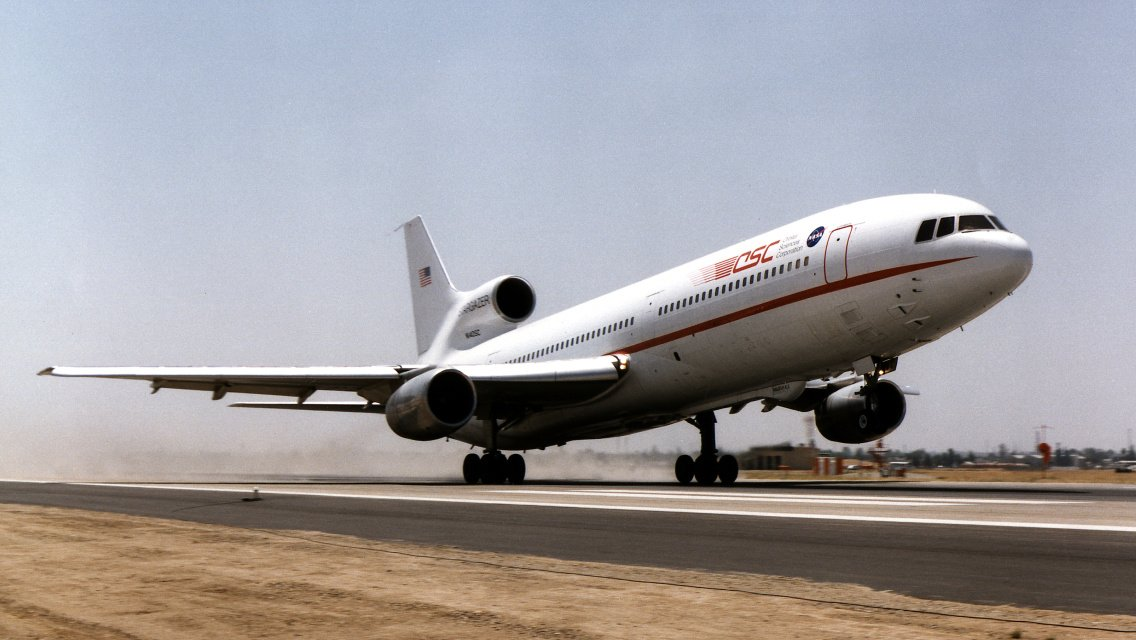
安装在L-1011上的RB211

这些新型飞机都需要新发动机。而这个时期发动机技术取得了极大的进步，即从低涵道改为高涵道。这使得发动机可以提供更大的推力，并且更加省油，更加安静。勞斯萊斯曾经想发展一种推力为45000磅（200千牛）的新型发动机来用在升级版的三叉戟飞机上，即RB178，不过失败了。这项计划在后来又发展为为空中巴士A300提供动力的，推力为47500磅（211千牛）RB207，不过后来取消了。于是勞斯萊斯就专心进行它的RB211研发计划。
于此同时，勞斯萊斯还在进行它的三转子涡轮发动机的研究。这种发动机被认为可以提供更高的工作效率。这种配置下，涡轮发动机中有三组不同的涡轮，分别驱动三组不同的压气机，以不同的速度旋转。这种情况下，不同的压气机都可以工作在最佳转速。不过三转子的设计虽然更加紧凑和坚固，但是其复杂的结构也增加了制造维护的难度。这时有好几种三转子的设计正在进行，包括用来取代斯贝发动机、设计推力在10,000磅（44千牛）的RB203。

### 设计完成
在1967年6月23日，勞斯萊斯向洛克希德公司提供了为L-1011三星飞机设计的RB211-06型发动机的设计。这种新发动机可以提供33260磅（147.9千牛）的额定推力，并且使用了很多发动机的新技术：源自RB207的可以提供大功率的高涵道比设计，以及源自RB203的三转子设计。除此之外，也有一些全新的技术。风扇就是使用全新的，被称作“海菲尔（hyfil）”碳纤维复合材料制成。这样的节省的重量和全用金属制成的风扇相当，从而增大了发动机的推重比，这是一个很大的优势。勞斯萊斯公司承诺在1971年将RB211投入使用，尽管他们知道要在这么短的时间内增添这么多新技术是一项挑战。
洛克希德公司认为这种新发动机的使用会让L-1011与DC-10相比具有很大的优势。然而，麦道公司在1967年10月也同样收到了勞斯萊斯请求让DC-10装上推力为34000磅（157千牛）的RB211-10型发动机的建议。紧随其后的就是一场场激烈的谈判，既在飞机制造商洛克希德公司和麦道公司之间，也在发动机提供方勞斯萊斯、GE和普惠之间，还在美国的各大航空公司之间。在这期间，价格越谈越低，推力越报越高。在1968年年初的时候，勞斯萊斯能提供推力40600磅（181千牛）的RB211-18。而最后1968年3月29日，在收到94架L-1011订单之后，洛克希德公司决定选用勞斯萊斯公司的RB211-22发动机，并订购了150对。

### 开发和测试
RB211的复杂使得它的开发和测试耗时很长。雖然RB211早於1969年已裝上維克斯VC-10試飛平台並進行試飛，但在同年秋天，在努力满足性能要求的情况下，勞斯萊斯不得不承认，发动机推力不足，并且超重，而且油耗过高。这种情况还在进一步恶化。1970年5月，在对海菲尔制成的风扇进行的测试中，没有通过鸟击测试。幸好勞斯萊斯为了研究了一种钛叶片，作为海菲力的替代品。不过这意味着额外的成本和更大的重量。这也带来了技术上的问题。人们发现这些钛坯料只有一面的质量满足风扇叶片的制造要求。
到了1970年9月，勞斯萊斯向英国政府报告，RB211的开发已经花掉1.703亿英镑——几乎是原计划的两倍。此外，RB211的制造成本预估已经超过230375英镑该项目正在进入危机。 

### 破产和低迷
在1971年一月，勞斯萊斯已经资不抵债。由于它的战略重要性，1971年2月4日，该公司由当时爱德华·希思的保守党政府的国有化，允许其完成RB211的发展。不过这严重危害到了洛克希德公司L-1011的计划。
此时，没有政府援助的洛克希德处于弱势地位。英国政府要求美国政府担保洛克希德完成L-1011计划的银行贷款。因为万一本身被困难削弱的洛克希德的L-1011项目失败的话，RB211的市场将会化为泡影。尽管有一些反对的声音，美国政府仍承诺提供保障。1971年5月，一个被称叫作“勞斯萊斯有限公司”（Rolls-Royce (1971) Ltd）的新公司建立，接收了原勞斯萊斯的资产和债务，并且和洛克希德签订了一份新合同。这份新合同取消了延迟交付的违约金，并且每台发动机的价格提高了110000英镑。
被任命来抢救勞斯萊斯的董事会新主席，肯尼斯·基思，说服斯坦雷·胡克出山继续工作，出任技术总监。他领导一群退休工程师来解决RB211-22研制过程中面临的问题。在比原计划延迟了大约一年的1972年4月14日，发动机取得了型号合格证。而在当月26日，美国东方航空第一架L-1011投入商业运营。挽救了勞斯萊斯的胡克在1974年被授予了爵士爵位。
因为主要精力投入了保证发动机性能，刚开始投入运营的RB211的初始可靠性不如当初的预期，而后来交货的RB211-22B型的性能指标甚至比早先交货的-22C型还低。
经管RB211最终发布，但由于L-1011的失败以及搭载RB211的波音747销量不佳。RB211在1970年代一直处于严重亏损状态，甚至导致劳斯莱斯公司差一点被迫关门。

### 挽救与接替
1980年，波音757正式宣布将默认搭载RB211（搭载普惠PW2000的版本于后来才发布）。而搭载RB211的757最终卖出的733架（而搭载PW2000的757仅卖出316架）。这一大卖最终拯救了RB211项目，劳斯莱斯也迎来了自1971年后首次盈利。
1989年，随着普惠PW4000系列发布，设计已经逐渐老旧的RB211已经无法再适应市场趋势。为此劳斯莱斯正式宣布放弃RB211计划，转而发展效率更高的Trent系列。

### RB211-524系列

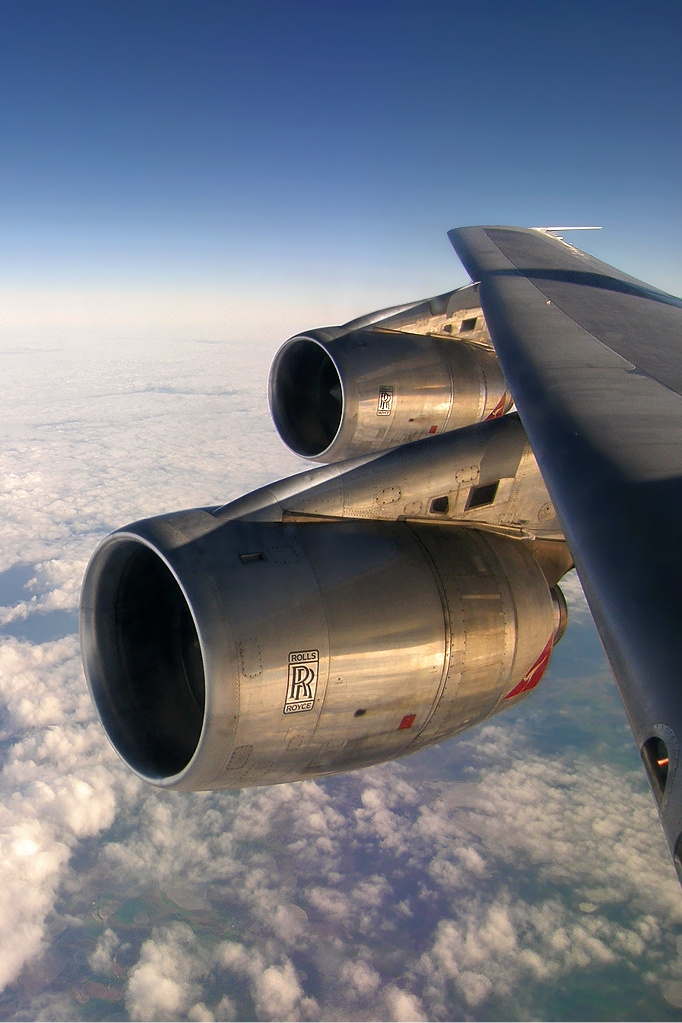
安装在澳洲航空的波音747-300上的RB211-524

虽然RB211最初是为L-1011-1设计的，但是勞斯萊斯知道，它还有进一步开发以获取更大推力的潜力。通过对风扇叶片叶型和中压压气机进口环的修改，胡克的团队使得的新发动机的推力提高到50000磅（220千牛）。这种新型号被命名为RB211-524，它可以为新型L-1011以及波音747提供动力。
勞斯萊斯在60年代的时候试着让RB211卖给波音，不过失败了。但是新型的-524系列在性能和效率上有了显著提高，超过了波音747原来的动力装置普惠JT9D。在1973年10月波音同意将RB211-524装在747-200上，而英国航空订购了首架并在1977年交付使用。勞斯萊斯继续改进-524，将它的推力提高到51500磅（229千牛），是为-524C。在1981年又将推力提高到了53000磅（240千牛），是为-524D。著名的航空公司，诸如澳洲航空、國泰航空、盧森堡貨運航空、南非航空、新西蘭航空都是-524系列的顾客。当波音开始更大型的747-400计划时，对推力又有了更大的要求，勞斯萊斯推出 了推力为58000磅（260千牛）的-524G，以及推力为60600（270千牛）的-524H，这些都是最早装上全权限数字电子控制器（FADEC）。-524H也是波音767的三种可选发动机之一。第一架装有-524H的767客户是英国航空，在1990年2月投入运营。

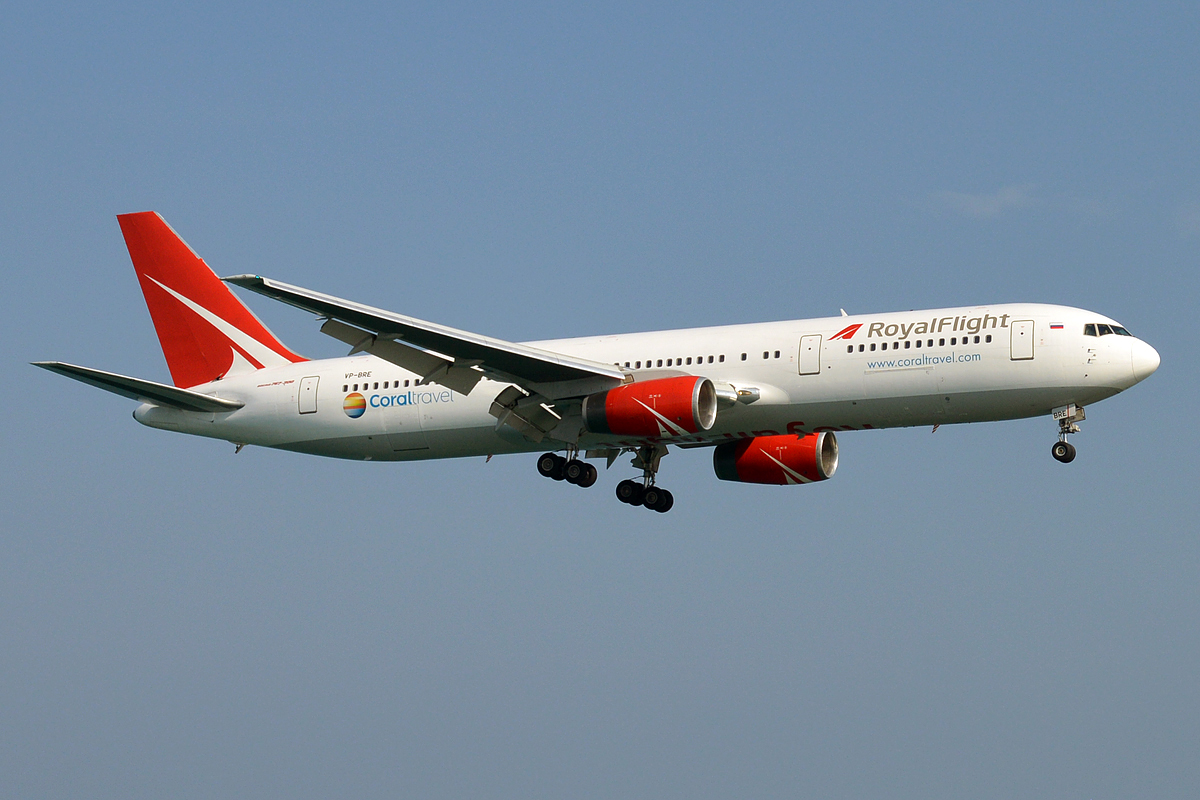
现时仍在波音767上配备RB211-524H发动机的客户包括俄羅斯皇家航空（该机原属东航云南公司及蒙古民用航空）

后来，勞斯萊斯发展下一代的遄达发动机时发现，遄达700先进的高压系统（高压压气机和高压涡轮）安装在-524G和-524H上非常合适，不但降低了发动机重量，而且有节能减排的功效。 这就分别诞生了两种新型号：-524G-T和-524H-T。也可以对现有的-524G/H发动机进行升级。
随着-524系列的发展，它的可靠性日益增加。 在1993年，767和-524H的组合通过了ETOPS-180分钟认证。

### RB211-524L系列
RB211-524L系列发动机於1988年6月起研發。後來，此系列冠名為「劳斯莱斯遄达」，並於1990年首次運轉，為RB211的後續型號。

### RB211-535系列

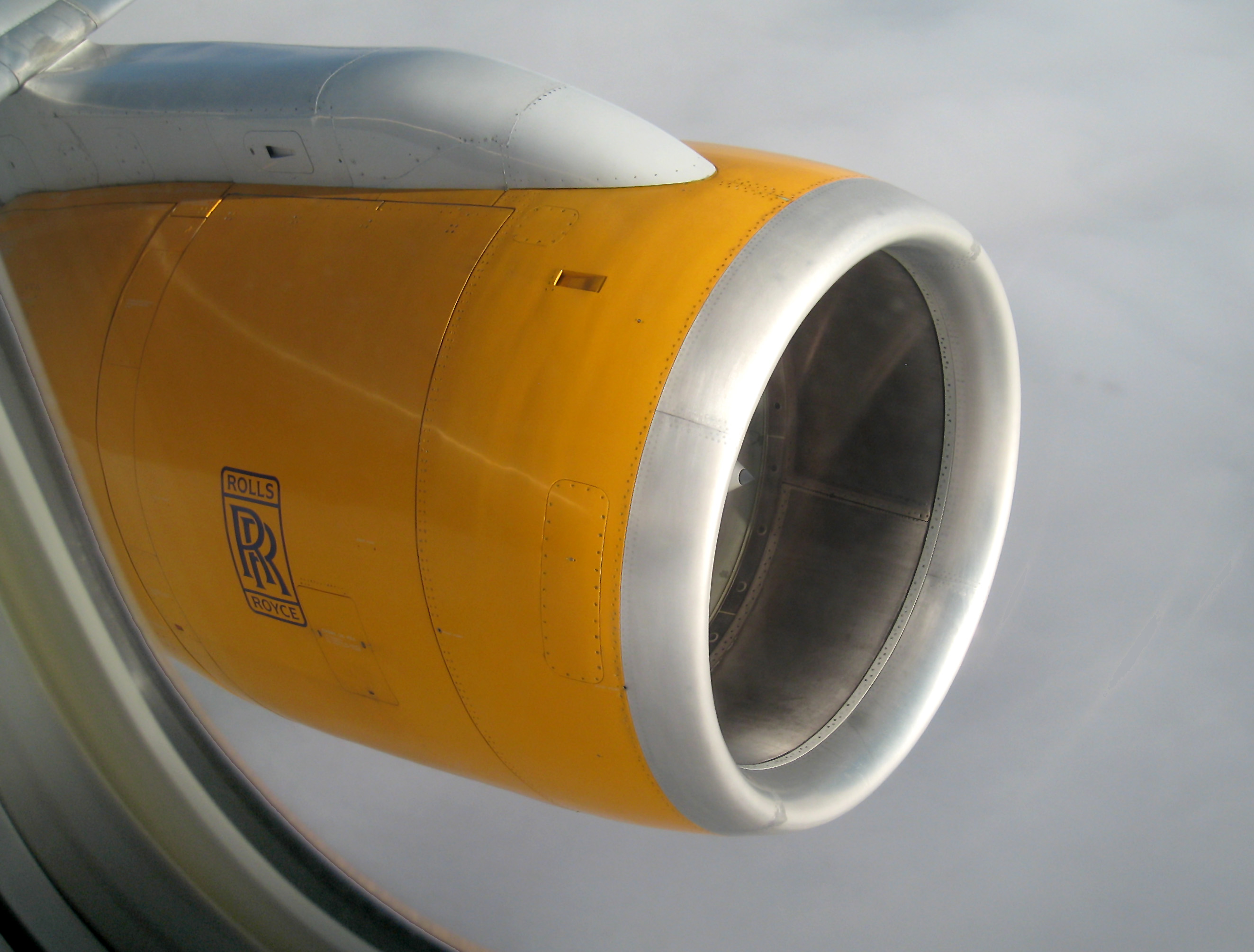
安装在冰岛航空的波音757-300上的RB211-535E4B

在20世纪70年代中期，波音着手设计取代非常成功的727系列的新型双发飞机。这个级别的客机提供150到200个座位。勞斯萊斯认识到，将RB211减小风扇直径并且去掉第一级中压压气机，能提供37400磅（166千牛）推力的新型号对此非常适合。这种新型号就是RB211-535系列。在1978年8月31日，美国东方航空和英国航空宣布订购采用RB211-535C发动机的新波音757飞机。他们在1983年一月投入服务，这是勞斯萊斯第一次为波音的飞机提供发动机。
然而在1979年，普惠推出了PW2000系列发动机，声称其中的PW2037型比-535C型的燃油效率提高了8％。于是波音向勞斯萊斯施加压力，要求为757提供一种更具竞争力的发动机，并且使用更加先进的-534系列的核心机作为基础。这种新型号发动机RB211-535E4能提供40100磅（178千牛）的推力，在1984年10月投入服务。这依然没有PW2037的效率高，不过它更可靠和安静。这也是第一种使用空心宽弦风扇的发动机，这是一种可以提高效率、较少噪音，并对异物的伤害提供保护的新设计。事实上，这种新技术之前已经使用在部分-535C上。
最为重要的-535E型发动机的订单可能是1988年美国航空订购的50架安装-535E4的757。让美国航空选择-535E4的一个很重要的原因就是它的噪音低。这是勞斯萊斯在三星飞机项目之后，从美国的航空公司那儿得到的最有意义的订单，因为他导致随后-535E4发动机在757飞机的市场上取得了主导权。一则刊登在《Air International》上的段子说，美国航空是先选择了-535E4，后选择了波音757。不过这对于勞斯萊斯和波音来说都是个好消息。
在安装在757上之后，-535E4又在1992年安装在了俄罗斯图波列夫图-204-120上。这是俄制飞机第一次使用西方发动机。-535E4也作为一种波音公司的B-52H替代发动机，可以用四台取代八台TF33（JT3D的军用版），但相關方案最後未有實踐。对于-535E4进一步的升级是在90年代，用遄达700的技术提升了它的排气性能。
-535E4是一种可靠性非常高的发动机。 在1990年，757和-535E4的组合通过了ETOPS-180分钟认证。

### 工业用RB211
当勞斯萊斯在开发-22系列的时候，就意识到它可以发展成一种燃氣渦輪發動機，并在1974年开始了工业用RB211项目。当-524系列开发完成不久，它上面的新技术又被用来改进这种燃气轮机，是为RB211-24。这种发电机在随后几年继续发展，而今天，它已经可以提供25.2-32兆瓦功率的电力 。这一系列的许多衍生型号也被用在石油天然气行业。

### 轮船用WR-21
由其发展来的，25兆瓦级的WR-21是一种船用间冷回热（ICR）燃气轮机。

## 规格
RB211家族诞生了以下三个系列的发动机：

### RB211-22系列
- 三转子
- 5.0的高涵道比
- 单级宽弦风扇
- 七级中压压气机
- 六级高压压气机
- 18喷嘴的单环形燃烧室
- 单级高压涡轮
- 单级中压涡轮
- 三级低压涡轮

### RB211-524系列
- 三转子
- 4.1 - 4.3的高涵道比
- 单级宽弦风扇
- 七级中压压气机
- 六级高压压气机
- 18（G/H-T是24）喷嘴的单环形燃烧室
- 单级高压涡轮
- 单级中压涡轮
- 三级低压涡轮

### RB211-535系列
- 三转子
- 4.3-4.4的高涵道比
- 单级宽弦风扇
- 六级中压压气机
- 六级高压压气机
- 18（新版本E4是24）喷嘴的单环形燃烧室
- 单级高压涡轮
- 单级中压涡轮
- 三级低压涡轮

-535E4不但使用了新型中压压气机，而且率先使用了宽弦无凸肩（凸台）空心叶片，这使得风扇气动效率有所提高，并降低了生产成本。除此之外，它也使用了许多新材料，比如使用在高压压气机和风扇上的钛合金，使用在发动机短舱上的碳纤维复合材料。而其后的发动机又配备了一些来自-524系列的新功能，比如FADEC。

### 主要性能参数
| 型号          | 静止推力             | 基本重量         | 长度                | 风扇直径           | 开始使用年 | 使用机种                                 |
| ------------- | -------------------- | ---------------- | ------------------- | ------------------ | ---------- | ---------------------------------------- |
| RB211-22B     | 42,000 lbf（190 kN） | 9,195磅（4,171） | 119.4英寸（303 cm） | 84.8英寸（215 cm） | 1972       | 洛克希德L-1011-1, 洛克希德L-1011-100     |
| RB211-524B2   | 50,000 lbf（220 kN） | 9,814磅（4,452） | 119.4英寸（303 cm） | 84.8英寸（215 cm） | 1977       | 波音747-100, 波音747-200, 波音747SP      |
| RB211-524B4   | 50,000 lbf（220 kN） | 9,814磅（4,452） | 122.3英寸（311 cm） | 85.8英寸（218 cm） | 1981       | 洛克希德L-1011-250, 洛克希德L-1011-500   |
| RB211-524C2   | 51,500 lbf（229 kN） | 9,859磅（4,472） | 119.4英寸（303 cm） | 84.8英寸（215 cm） | 1980       | 波音747-200, 波音747SP                   |
| RB211-524D4   | 53,000 lbf（240 kN） | 9,874磅（4,479） | 122.3英寸（311 cm） | 85.8英寸（218 cm） | 1981       | 波音747-200, 波音747-300, 波音747SP      |
| RB211-524D4-B | 53,000 lbf（240 kN） | 9,874磅（4,479） | 122.3英寸（311 cm） | 85.8英寸（218 cm） | 1981       | 波音747-200, 波音747-300,                |
| RB211-524G    | 58,000 lbf（260 kN） | 9,670磅（4,390） | 125英寸（320 cm）   | 86.3英寸（219 cm） | 1989       | 波音747-400                              |
| RB211-524H    | 60,600 lbf（270 kN） | 9,670磅（4,390） | 125英寸（320 cm）   | 86.3英寸（219 cm） | 1990       | 波音747-400, 波音767-300                 |
| RB211-524G-T  | 58,000 lbf（260 kN） | 9,470磅（4,300） | 125英寸（320 cm）   | 86.3英寸（219 cm） | 1998       | 波音747-400, 波音747-400F                |
| RB211-524H-T  | 60,600 lbf（270 kN） | 9,470磅（4,300） | 125英寸（320 cm）   | 86.3英寸（219 cm） | 1998       | 波音747-400, 波音747-400F, 波音767-300   |
| RB211-535C    | 37,400 lbf（166 kN） | 7,294磅（3,309） | 118.5英寸（301 cm） | 73.2英寸（186 cm） | 1983       | 波音757-200                              |
| RB211-535E4   | 40,100 lbf（178 kN） | 7,264磅（3,295） | 117.9英寸（299 cm） | 74.1英寸（188 cm） | 1984       | 波音757-200, 波音757-300, Tupolev Tu-204 |
| RB211-535E4B  | 43,100 lbf（192 kN） | 7,264磅（3,295） | 117.9英寸（299 cm） | 74.1英寸（188 cm） | 1989       | 波音757-200, 波音757-300, 图波列夫Tu-204 |